# Martin Sucháň
Martin Sucháň (magyarosan: Szuhány Márton, Rozsfalva, Gömör megye, 1792. november 6. – Pest, 1841. szeptember 24.) orvosdoktor, pesti gyakorló orvos.

## Élete
Tanult 1808-ig Rozsnyón; a német nyelv elsajátítása végett Eperjesen folytatta tanulását, ahol a híres Karlovszky tanítványa volt. Innét nevelőnek ment Liptó megyébe és egy év múlva Pozsonyba. Azután tanító lett Gután (Nógrád megye); 1815-ben lemondott ezen állásáról és Bécsben az orvostudományt tanulta, ahol 1821-ben orvosdoktor lett és visszament Nógrád megyébe és mint gyakorló orvos Bercelen telepedett le, ahol 1823. szeptember 24-ig működött, ekkor Pestre költözött. Az evangélikus szlovák egyház első inspektora, Kollár belső barátja és egyike volt a tót nyelv- és irodalomkedvelők egyesülete megalapítóinak, akik a Zora (Aurora) című almanach körül csoportosultak; az osztrák első takarékegyesület gyámintézetének tiszteletbeli gondnoka, nógrád megyei táblabíró, a pesti orvosegyesület elnöke is volt.
Cikkei a Tudományos Gyűjteményben (1827. V. Az orvosi tudományt illető rövid értekezés), az Orvosi Tárban (1840. I. 2. sz. A külön gyógyszerek és külön gyógymódokról), a Társalkodóban (1834. A nőnem neveléséről, Az 1831. choleráról).

## Munkái
- Dissertatio inaug. medica de Odontalgia Vindobonae, 1821.
- Skizze der Indischen Cholera morbus zur Beurtheilung der Natur der Krankheit und Würdigung der anempfohlenen Heilmethoden für Aerzte und Sanitäts-Beamte. Pest, 1831.
- Aus Erfahrung geschöpfte Überlieferungen die im Monath Juli und August 1831. in der königl. Freystadt Pesth herrschende, epidemisch-contagiöse cholera morbus betreffend. Uo. 1831.
- Ideen zur Bildung der männlichen Schuljugend... 1835. Uo. 1836.
- Succincta medici practici adumbratrio. Uo. 1841. (Emlékbeszéd Felner Antal orvosdoktor felett).